# Zamenhofstraat 28a
Zamenhofstraat 28a is een gebouw op de hoek van de Zamenhofstraat en Meeuwenlaan in Amsterdam-Noord.
Het gebouw met invloeden van de Amsterdamse Schoolstijl dateert van 1919 en werd gebouwd aan wat toen de Plaatijzerweg heette. Het toenmalige Gemeentelijke Woningdienst Amsterdam liet op deze plek een badhuis bouwen voor de nieuwe bevolking van Vogeldorp, eigenlijk een nooddorp voor opvang van de zeer snel groeiende bevolking van Amsterdam. Die woningen werden nog opgeleverd zonder badkamer, mensen konden gebruik maken van het badhuis met haar zes stortbaden en een kuipbad en er ook warm water kopen. Het ontwerp kwam daarbij van architect Berend Tobia Boeyinga. Het woningbedrijf schatte in dat het gebouw (en ook de wijk) na vijfendertig jaar gesloopt kon worden (vandaar geen "luxe" badkamer), maar de Tweede Wereldoorlog gooide roet in het eten. Bij herhaalde renovaties van de buurt waarbij badkamers werden ingebouwd in de woningen werd steeds overwogen het badhuis dan maar te slopen, maar het overleefde steeds. Dat overleven was mede een gevolg van het feit dat andere badhuizen in bijvoorbeeld Disteldorp werden opgeheven. Midden jaren tachtig viel het doek voor het badhuis. Het kwam leeg te staan en werd na een aantal jaren opgenomen in het bestand van Stadsherstel. Deze renoveerde het gebouw rond 2008 en vervolgens trok het Museum Amsterdam Noord (Museum De Noord) begin 2009 in het gebouw. 
Aangezien de geplande wijk destijds nog grensde aan landerijen, kreeg het badhuis de vorm van een stolpboerderij.